# Campeonato Nacional de Interligas 2024-25
El Campeonato Nacional de Interligas de la temporada 2024-25 fue la cuadragésima cuarta edición del máximo evento a nivel de selecciones de fútbol de las federaciones del interior de Paraguay. El campeonato fue organizado por la Unión del Fútbol del Interior y en esta edición participaron 36 ligas de los 17 departamentos de Paraguay.
El campeón obtuvo el derecho de ascender al campeonato de la División Intermedia y también de disputar la Copa San Isidro de Curuguaty, contra el campeón uruguayo de la Copa Nacional de Selecciones del Interior.
La Liga Regional de Fútbol de Paraguarí, del Distrito de Paraguarí del Departamento de Paraguarí, se coronó campeona por segunda vez en su historia ganando el derecho de disputar el campeonato de la División Intermedia y también la Copa San Isidro de Curuguaty, ante el campeón uruguayo de la Copa Nacional de Selecciones del Interior.

## Sistema de competición
Consta de dos fases, en la primera se conforman llaves donde los mejores clasifican a la siguiente fase y la segunda es la fase de eliminación directa.

## Equipos participantes
| Departamento     | Ciudad                                                         | Equipo |
| ---------------- | -------------------------------------------------------------- | --- |
| Concepción       | Concepción Itacuá                                              | Liga Concepcionera de Fútbol Liga Deportiva Itacueña de Fútbol                                              |
| San Pedro        | Liberación Guayaibí General Aquino                             | Liga Social Cultural y Deportiva Liberación Liga Deportiva Guajayvi Liga Deportiva General Aquino de Fútbol |
| Cordillera       | Arroyos y Esteros Atyrá Caacupé                                | Liga Arroyense de Fútbol Liga Atyreña de Deportes Liga Caacupeña de Fútbol                                  |
| Guairá           | Independencia Capitán Mauricio José Troche                     | Liga Independencia de Fútbol Liga Deportiva de Mauricio Jose Troche                                         |
| Caaguazú         | Dr. Juan Eulogio Estigarribia Caaguazú San José de los Arroyos | Liga Deportiva Campo 9 Liga Caaguazú de Fútbol Liga Sanjosiana de Deportes                                  |
| Caazapá          | Buena Vista Doctor Moisés Santiago Bertoni                     | Liga Buenavisteña de Fútbol Liga Soseña de Fútbol                                                           |
| Itapúa           | Nueva Alborada Natalio                                         | Liga Deportiva Nueva Alborada Liga Domingo Robledo de Fútbol                                                |
| Misiones         | Santa María de Fe San Ignacio                                  | Liga Santa María de Fe de Fútbol Liga Ignaciana de Deportes                                                 |
| Paraguarí        | Acahay Paraguarí Ybycuí                                        | Liga Acahaiense de Fútbol Liga Regional de Fútbol Paraguarí Liga Agrícola de Fútbol                         |
| Alto Paraná      | Santa Rita Minga Guazú Ciudad del Este                         | Liga Santarriteña de Fútbol Liga Minguera de Fútbol Liga Deportiva Paranaense                               |
| Central          | Itá Ypané Limpio                                               | Liga Iteña de Deportes Liga Deportiva Ypané Liga Limpeña de Fútbol                                          |
| Ñeembucú         | Alberdi                                                        | Liga Alberdeña de Deportes                                                                                  |
| Amambay          | Pedro Juan Caballero                                           | Liga Deportiva del Amambay                                                                                  |
| Canindeyú        | Yasy Cañy Curuguaty Nueva Esperanza                            | Liga Yasy Cañy de Fútbol Liga Curuguateña de Fútbol Liga Deportiva Nueva Esperanza                          |
| Presidente Hayes | Villa Hayes                                                    | Liga Villahayense de Fútbol                                                                                 |
| Boquerón         | Loma Plata                                                     | Liga Deportiva Loma Platense                                                                                |
| Alto Paraguay    | Puerto La Esperanza                                            | Liga Deportiva Sastreña                                                                                     |

## Primera fase
Los días en que se disputaron las fases, están señaladas a continuación:
- Ida: 17 de noviembre
- Vuelta: 24 de noviembre

| Resultados     | Resultados          | Resultados     | Resultados        | Resultados      | Resultados |
| Local          | Resultado           | Visitante      | Estadio           | Día             | Hora       |
| -------------- | ------------------- | -------------- | ----------------- | --------------- | ---------- |
| General Aquino | 4 – 0               | Itacueña       | 24 de Mayo        | 17 de noviembre | 16:30      |
| Agrícola       | 0 – 2               | Ignaciana      | Duarte Ortellado  | 17 de noviembre | 16:30      |
| Caacupeña      | 1 – 2               | Limpeña        | 8 de Diciembre    | 17 de noviembre | 16:30      |
| Sanjosiana     | 5 – 2               | Paranaense     | Sportivo San José | 17 de noviembre | 16:30      |
| Itacueña       | 0 – 1               | General Aquino | Rubén Martínez    | 24 de noviembre | 16:30      |
| Ignaciana      | 1 – 1               | Agrícola       | 31 de Julio       | 24 de noviembre | 16:30      |
| Limpeña        | 1 – 4 (9 - 10 pen.) | Caacupeña      | Liga Limpeña      | 24 de noviembre | 16:30      |
| Paranaense     | 1 – 0 (2 - 4 pen.)  | Sanjosiana     | Ciudad Nueva      | 24 de noviembre | 16:30      |

## Fase final

### Cuadro de desarrollo
|  | Dieciseisavos de final | Dieciseisavos de final | Dieciseisavos de final | Dieciseisavos de final | Dieciseisavos de final |   |               | Octavos de final | Octavos de final | Octavos de final | Octavos de final | Octavos de final |  |                | Cuartos de final | Cuartos de final | Cuartos de final | Cuartos de final | Cuartos de final |  |                | Semifinales    | Semifinales | Semifinales | Semifinales | Semifinales |  |  | Final | Final | Final |  |
|  |                        |                        |                        |                        |                        |   |               |                  |                  |                  |                  |                  |  |                |                  |                  |                  |                  |                  |  |                |                |             |             |             |             |  |  |       |       |       |  |
|  |                        |                        |                        |                        |                        |   |               |                  |                  |                  |                  |                  |  |                |                  |                  |                  |                  |                  |  |                |                |             |             |             |             |  |  |       |       |       |  |
|  | Guayaibí               | Guayaibí               | 0                      | 1                      | 1                      |   |               |                  |                  |                  |                  |                  |  |                |                  |                  |                  |                  |                  |  |                |                |             |             |             |             |  |  |       |       |       |  |
|  | Guayaibí               | Guayaibí               | 0                      | 1                      | 1                      |   |               |                  |                  |                  |                  |                  |  |                |                  |                  |                  |                  |                  |  |                |                |             |             |             |             |  |  |       |       |       |  |
|  | Concepcionera          | Concepcionera          | 0                      | 3                      | 3                      |   |               |                  |                  |                  |                  |                  |  |                |                  |                  |                  |                  |                  |  |                |                |             |             |             |             |  |  |       |       |       |  |
|  | Concepcionera          | Concepcionera          | 0                      | 3                      | 3                      |   | Concepcionera | Concepcionera    | 0                | 3                | 3 (2)            |                  |  |                |                  |                  |                  |                  |                  |  |                |                |             |             |             |             |  |  |       |       |       |  |
|  |                        |                        |                        |                        |                        |   | Concepcionera | Concepcionera    | 0                | 3                | 3 (2)            |                  |  |                |                  |                  |                  |                  |                  |  |                |                |             |             |             |             |  |  |       |       |       |  |
|  |                        |                        | General Aquino         | General Aquino         | 1                      | 1 | 2 (4)         |                  |                  |                  |                  |                  |  |                |                  |                  |                  |                  |                  |  |                |                |             |             |             |             |  |  |       |       |       |  |
|  | General Aquino         | General Aquino         | General Aquino         | General Aquino         | 1                      | 1 | 2 (4)         | 2                | 1                | 3                |                  |                  |  |                |                  |                  |                  |                  |                  |  |                |                |             |             |             |             |  |  |       |       |       |  |
|  | General Aquino         | General Aquino         |                        |                        |                        |   |               |                  |                  | 3                |                  |                  |  |                |                  |                  |                  |                  |                  |  |                |                |             |             |             |             |  |  |       |       |       |  |
|  | Amambay                | Amambay                | 0                      | 1                      | 1                      |   |               |                  |                  |                  |                  |                  |  |                |                  |                  |                  |                  |                  |  |                |                |             |             |             |             |  |  |       |       |       |  |
|  | Amambay                | Amambay                | 0                      | 1                      | 1                      |   |               |                  |                  |                  |                  |                  |  | General Aquino | General Aquino   | 1                | 0                | 1                |                  |  |                |                |             |             |             |             |  |  |       |       |       |  |
|  |                        |                        |                        |                        |                        |   |               |                  |                  |                  |                  |                  |  | General Aquino | General Aquino   | 1                | 0                | 1                |                  |  |                |                |             |             |             |             |  |  |       |       |       |  |
|  |                        |                        | Sanjosiana             | Sanjosiana             | 1                      | 1 | 2             |                  |                  |                  |                  |                  |  |                |                  |                  |                  |                  |                  |  |                |                |             |             |             |             |  |  |       |       |       |  |
|  | Sanjosiana             | Sanjosiana             | Sanjosiana             | Sanjosiana             | 1                      | 1 | 2             | 6                | 2                | 8                |                  |                  |  |                |                  |                  |                  |                  |                  |  |                |                |             |             |             |             |  |  |       |       |       |  |
|  | Sanjosiana             | Sanjosiana             |                        |                        |                        |   |               |                  |                  | 8                |                  |                  |  |                |                  |                  |                  |                  |                  |  |                |                |             |             |             |             |  |  |       |       |       |  |
|  | Nueva Esperanza        | Nueva Esperanza        | 0                      | 0                      | 0                      |   |               |                  |                  |                  |                  |                  |  |                |                  |                  |                  |                  |                  |  |                |                |             |             |             |             |  |  |       |       |       |  |
|  | Nueva Esperanza        | Nueva Esperanza        | 0                      | 0                      | 0                      |   | Sanjosiana    | Sanjosiana       | 3                | 1                | 4 (5)            |                  |  |                |                  |                  |                  |                  |                  |  |                |                |             |             |             |             |  |  |       |       |       |  |
|  |                        |                        |                        |                        |                        |   | Sanjosiana    | Sanjosiana       | 3                | 1                | 4 (5)            |                  |  |                |                  |                  |                  |                  |                  |  |                |                |             |             |             |             |  |  |       |       |       |  |
|  |                        |                        | Liberación             | Liberación             | 1                      | 2 | 3 (3)         |                  |                  |                  |                  |                  |  |                |                  |                  |                  |                  |                  |  |                |                |             |             |             |             |  |  |       |       |       |  |
|  | Curuguateña            | Curuguateña            | Liberación             | Liberación             | 1                      | 2 | 3 (3)         | 1                | 0                | 1 (3)            |                  |                  |  |                |                  |                  |                  |                  |                  |  |                |                |             |             |             |             |  |  |       |       |       |  |
|  | Curuguateña            | Curuguateña            |                        |                        |                        |   |               |                  |                  | 1 (3)            |                  |                  |  |                |                  |                  |                  |                  |                  |  |                |                |             |             |             |             |  |  |       |       |       |  |
|  | Liberación             | Liberación             | 0                      | 3                      | 3 (4)                  |   |               |                  |                  |                  |                  |                  |  |                |                  |                  |                  |                  |                  |  |                |                |             |             |             |             |  |  |       |       |       |  |
|  | Liberación             | Liberación             | 0                      | 3                      | 3 (4)                  |   |               |                  |                  |                  |                  |                  |  |                |                  |                  |                  |                  |                  |  | Sanjosiana     | Sanjosiana     | 1           | 3           | 4 (4)       |             |  |  |       |       |       |  |
|  |                        |                        |                        |                        |                        |   |               |                  |                  |                  |                  |                  |  |                |                  |                  |                  |                  |                  |  | Sanjosiana     | Sanjosiana     | 1           | 3           | 4 (4)       |             |  |  |       |       |       |  |
|  |                        |                        | Arroyense              | Arroyense              | 2                      | 0 | 2 (3)         |                  |                  |                  |                  |                  |  |                |                  |                  |                  |                  |                  |  |                |                |             |             |             |             |  |  |       |       |       |  |
|  | Minguera               | Minguera               | Arroyense              | Arroyense              | 2                      | 0 | 2 (3)         | 5                | 0                | 5 (2)            |                  |                  |  |                |                  |                  |                  |                  |                  |  |                |                |             |             |             |             |  |  |       |       |       |  |
|  | Minguera               | Minguera               |                        |                        |                        |   |               |                  |                  | 5 (2)            |                  |                  |  |                |                  |                  |                  |                  |                  |  |                |                |             |             |             |             |  |  |       |       |       |  |
|  | Yasy Cañy              | Yasy Cañy              | 1                      | 2                      | 3 (4)                  |   |               |                  |                  |                  |                  |                  |  |                |                  |                  |                  |                  |                  |  |                |                |             |             |             |             |  |  |       |       |       |  |
|  | Yasy Cañy              | Yasy Cañy              | 1                      | 2                      | 3 (4)                  |   | Yasy Cañy     | Yasy Cañy        | 1                | 2                | 3                |                  |  |                |                  |                  |                  |                  |                  |  |                |                |             |             |             |             |  |  |       |       |       |  |
|  |                        |                        |                        |                        |                        |   | Yasy Cañy     | Yasy Cañy        | 1                | 2                | 3                |                  |  |                |                  |                  |                  |                  |                  |  |                |                |             |             |             |             |  |  |       |       |       |  |
|  |                        |                        | Loma Platense          | Loma Platense          | 1                      | 1 | 2             |                  |                  |                  |                  |                  |  |                |                  |                  |                  |                  |                  |  |                |                |             |             |             |             |  |  |       |       |       |  |
|  | Sastreña               | Sastreña               | Loma Platense          | Loma Platense          | 1                      | 1 | 2             | 0                | 3                | 3 (1)            |                  |                  |  |                |                  |                  |                  |                  |                  |  |                |                |             |             |             |             |  |  |       |       |       |  |
|  | Sastreña               | Sastreña               |                        |                        |                        |   |               |                  |                  | 3 (1)            |                  |                  |  |                |                  |                  |                  |                  |                  |  |                |                |             |             |             |             |  |  |       |       |       |  |
|  | Loma Platense          | Loma Platense          | 0                      | 3                      | 3 (4)                  |   |               |                  |                  |                  |                  |                  |  |                |                  |                  |                  |                  |                  |  |                |                |             |             |             |             |  |  |       |       |       |  |
|  | Loma Platense          | Loma Platense          | 0                      | 3                      | 3 (4)                  |   |               |                  |                  |                  |                  |                  |  | Yasy Cañy      | Yasy Cañy        | 0                | 3                | 3                |                  |  |                |                |             |             |             |             |  |  |       |       |       |  |
|  |                        |                        |                        |                        |                        |   |               |                  |                  |                  |                  |                  |  | Yasy Cañy      | Yasy Cañy        | 0                | 3                | 3                |                  |  |                |                |             |             |             |             |  |  |       |       |       |  |
|  |                        |                        | Arroyense              | Arroyense              | 2                      | 5 | 7             |                  |                  |                  |                  |                  |  |                |                  |                  |                  |                  |                  |  |                |                |             |             |             |             |  |  |       |       |       |  |
|  | Atyreña                | Atyreña                | Arroyense              | Arroyense              | 2                      | 5 | 7             | 1                | 2                | 3 (7)            |                  |                  |  |                |                  |                  |                  |                  |                  |  |                |                |             |             |             |             |  |  |       |       |       |  |
|  | Atyreña                | Atyreña                |                        |                        |                        |   |               |                  |                  | 3 (7)            |                  |                  |  |                |                  |                  |                  |                  |                  |  |                |                |             |             |             |             |  |  |       |       |       |  |
|  | Villahayense           | Villahayense           | 2                      | 0                      | 2 (8)                  |   |               |                  |                  |                  |                  |                  |  |                |                  |                  |                  |                  |                  |  |                |                |             |             |             |             |  |  |       |       |       |  |
|  | Villahayense           | Villahayense           | 2                      | 0                      | 2 (8)                  |   | Villahayense  | Villahayense     | 2                | 1                | 3 (1)            |                  |  |                |                  |                  |                  |                  |                  |  |                |                |             |             |             |             |  |  |       |       |       |  |
|  |                        |                        |                        |                        |                        |   | Villahayense  | Villahayense     | 2                | 1                | 3 (1)            |                  |  |                |                  |                  |                  |                  |                  |  |                |                |             |             |             |             |  |  |       |       |       |  |
|  |                        |                        | Arroyense              | Arroyense              | 0                      | 3 | 3 (4)         |                  |                  |                  |                  |                  |  |                |                  |                  |                  |                  |                  |  |                |                |             |             |             |             |  |  |       |       |       |  |
|  | Ypané                  | Ypané                  | Arroyense              | Arroyense              | 0                      | 3 | 3 (4)         | 0                | 0                | 0                |                  |                  |  |                |                  |                  |                  |                  |                  |  |                |                |             |             |             |             |  |  |       |       |       |  |
|  | Ypané                  | Ypané                  |                        |                        |                        |   |               |                  |                  | 0                |                  |                  |  |                |                  |                  |                  |                  |                  |  |                |                |             |             |             |             |  |  |       |       |       |  |
|  | Arroyense              | Arroyense              | 1                      | 1                      | 2                      |   |               |                  |                  |                  |                  |                  |  |                |                  |                  |                  |                  |                  |  |                |                |             |             |             |             |  |  |       |       |       |  |
|  | Arroyense              | Arroyense              | 1                      | 1                      | 2                      |   |               |                  |                  |                  |                  |                  |  |                |                  |                  |                  |                  |                  |  |                |                | Sanjosiana  |             |             |             |  |  |       |       |       |  |
|  |                        |                        |                        |                        |                        |   |               |                  |                  |                  |                  |                  |  |                |                  |                  |                  |                  |                  |  |                |                |             |             |             |             |  |  |       |       |       |  |
|  |                        |                        | Paraguarí              |                        |                        |   |               |                  |                  |                  |                  |                  |  |                |                  |                  |                  |                  |                  |  |                |                |             |             |             |             |  |  |       |       |       |  |
|  | Soseña                 | Soseña                 | 5                      | 1                      | 6                      |   |               |                  |                  |                  |                  |                  |  |                |                  |                  |                  |                  |                  |  |                |                |             |             |             |             |  |  |       |       |       |  |
|  | Soseña                 | Soseña                 | 5                      | 1                      | 6                      |   |               |                  |                  |                  |                  |                  |  |                |                  |                  |                  |                  |                  |  |                |                |             |             |             |             |  |  |       |       |       |  |
|  | Acahaiense             | Acahaiense             | 0                      | 0                      | 0                      |   |               |                  |                  |                  |                  |                  |  |                |                  |                  |                  |                  |                  |  |                |                |             |             |             |             |  |  |       |       |       |  |
|  | Acahaiense             | Acahaiense             | 0                      | 0                      | 0                      |   | Soseña        | Soseña           | 0                | 3                | 3 (4)            |                  |  |                |                  |                  |                  |                  |                  |  |                |                |             |             |             |             |  |  |       |       |       |  |
|  |                        |                        |                        |                        |                        |   | Soseña        | Soseña           | 0                | 3                | 3 (4)            |                  |  |                |                  |                  |                  |                  |                  |  |                |                |             |             |             |             |  |  |       |       |       |  |
|  |                        |                        | Nueva Alborada         | Nueva Alborada         | 1                      | 0 | 1 (5)         |                  |                  |                  |                  |                  |  |                |                  |                  |                  |                  |                  |  |                |                |             |             |             |             |  |  |       |       |       |  |
|  | Nueva Alborada         | Nueva Alborada         | Nueva Alborada         | Nueva Alborada         | 1                      | 0 | 1 (5)         | 1                | 2                | 3                |                  |                  |  |                |                  |                  |                  |                  |                  |  |                |                |             |             |             |             |  |  |       |       |       |  |
|  | Nueva Alborada         | Nueva Alborada         |                        |                        |                        |   |               |                  |                  | 3                |                  |                  |  |                |                  |                  |                  |                  |                  |  |                |                |             |             |             |             |  |  |       |       |       |  |
|  | Buenavisteña           | Buenavisteña           | 0                      | 0                      | 0                      |   |               |                  |                  |                  |                  |                  |  |                |                  |                  |                  |                  |                  |  |                |                |             |             |             |             |  |  |       |       |       |  |
|  | Buenavisteña           | Buenavisteña           | 0                      | 0                      | 0                      |   |               |                  |                  |                  |                  |                  |  | Nueva Alborada | Nueva Alborada   | 2                | 0                | 2 (4)            |                  |  |                |                |             |             |             |             |  |  |       |       |       |  |
|  |                        |                        |                        |                        |                        |   |               |                  |                  |                  |                  |                  |  | Nueva Alborada | Nueva Alborada   | 2                | 0                | 2 (4)            |                  |  |                |                |             |             |             |             |  |  |       |       |       |  |
|  |                        |                        | Iteña                  | Iteña                  | 1                      | 3 | 4 (3)         |                  |                  |                  |                  |                  |  |                |                  |                  |                  |                  |                  |  |                |                |             |             |             |             |  |  |       |       |       |  |
|  | Ignaciana              | Ignaciana              | Iteña                  | Iteña                  | 1                      | 3 | 4 (3)         | 0                | 1                | 1                |                  |                  |  |                |                  |                  |                  |                  |                  |  |                |                |             |             |             |             |  |  |       |       |       |  |
|  | Ignaciana              | Ignaciana              |                        |                        |                        |   |               |                  |                  | 1                |                  |                  |  |                |                  |                  |                  |                  |                  |  |                |                |             |             |             |             |  |  |       |       |       |  |
|  | Iteña                  | Iteña                  | 3                      | 3                      | 6                      |   |               |                  |                  |                  |                  |                  |  |                |                  |                  |                  |                  |                  |  |                |                |             |             |             |             |  |  |       |       |       |  |
|  | Iteña                  | Iteña                  | 3                      | 3                      | 6                      |   | Iteña         | Iteña            | 1                | 2                | 3                |                  |  |                |                  |                  |                  |                  |                  |  |                |                |             |             |             |             |  |  |       |       |       |  |
|  |                        |                        |                        |                        |                        |   | Iteña         | Iteña            | 1                | 2                | 3                |                  |  |                |                  |                  |                  |                  |                  |  |                |                |             |             |             |             |  |  |       |       |       |  |
|  |                        |                        | Caacupeña              | Caacupeña              | 1                      | 0 | 1             |                  |                  |                  |                  |                  |  |                |                  |                  |                  |                  |                  |  |                |                |             |             |             |             |  |  |       |       |       |  |
|  | Caacupeña              | Caacupeña              | Caacupeña              | Caacupeña              | 1                      | 0 | 1             | 3                | 2                | 5                |                  |                  |  |                |                  |                  |                  |                  |                  |  |                |                |             |             |             |             |  |  |       |       |       |  |
|  | Caacupeña              | Caacupeña              |                        |                        |                        |   |               |                  |                  | 5                |                  |                  |  |                |                  |                  |                  |                  |                  |  |                |                |             |             |             |             |  |  |       |       |       |  |
|  | Independencia          | Independencia          | 2                      | 2                      | 4                      |   |               |                  |                  |                  |                  |                  |  |                |                  |                  |                  |                  |                  |  |                |                |             |             |             |             |  |  |       |       |       |  |
|  | Independencia          | Independencia          | 2                      | 2                      | 4                      |   |               |                  |                  |                  |                  |                  |  |                |                  |                  |                  |                  |                  |  | Nueva Alborada | Nueva Alborada | 1           | 0           | 1           |             |  |  |       |       |       |  |
|  |                        |                        |                        |                        |                        |   |               |                  |                  |                  |                  |                  |  |                |                  |                  |                  |                  |                  |  | Nueva Alborada | Nueva Alborada | 1           | 0           | 1           |             |  |  |       |       |       |  |
|  |                        |                        | Paraguarí              | Paraguarí              | 1                      | 5 | 6             |                  |                  |                  |                  |                  |  |                |                  |                  |                  |                  |                  |  |                |                |             |             |             |             |  |  |       |       |       |  |
|  | Troche                 | Troche                 | Paraguarí              | Paraguarí              | 1                      | 5 | 6             | 1                | 0                | 1 (10)           |                  |                  |  |                |                  |                  |                  |                  |                  |  |                |                |             |             |             |             |  |  |       |       |       |  |
|  | Troche                 | Troche                 |                        |                        |                        |   |               |                  |                  | 1 (10)           |                  |                  |  |                |                  |                  |                  |                  |                  |  |                |                |             |             |             |             |  |  |       |       |       |  |
|  | Campo 9                | Campo 9                | 0                      | 1                      | 1 (9)                  |   |               |                  |                  |                  |                  |                  |  |                |                  |                  |                  |                  |                  |  |                |                |             |             |             |             |  |  |       |       |       |  |
|  | Campo 9                | Campo 9                | 0                      | 1                      | 1 (9)                  |   | Troche        | Troche           | 0                | 1                | 1                |                  |  |                |                  |                  |                  |                  |                  |  |                |                |             |             |             |             |  |  |       |       |       |  |
|  |                        |                        |                        |                        |                        |   | Troche        | Troche           | 0                | 1                | 1                |                  |  |                |                  |                  |                  |                  |                  |  |                |                |             |             |             |             |  |  |       |       |       |  |
|  |                        |                        | Paraguarí              | Paraguarí              | 2                      | 5 | 7             |                  |                  |                  |                  |                  |  |                |                  |                  |                  |                  |                  |  |                |                |             |             |             |             |  |  |       |       |       |  |
|  | Paraguarí              | Paraguarí              | Paraguarí              | Paraguarí              | 2                      | 5 | 7             | 3                | 1                | 4                |                  |                  |  |                |                  |                  |                  |                  |                  |  |                |                |             |             |             |             |  |  |       |       |       |  |
|  | Paraguarí              | Paraguarí              |                        |                        |                        |   |               |                  |                  | 4                |                  |                  |  |                |                  |                  |                  |                  |                  |  |                |                |             |             |             |             |  |  |       |       |       |  |
|  | Santa María de Fe      | Santa María de Fe      | 0                      | 0                      | 0                      |   |               |                  |                  |                  |                  |                  |  |                |                  |                  |                  |                  |                  |  |                |                |             |             |             |             |  |  |       |       |       |  |
|  | Santa María de Fe      | Santa María de Fe      | 0                      | 0                      | 0                      |   |               |                  |                  |                  |                  |                  |  | Paraguarí      | Paraguarí        | 3                | 2                | 5                |                  |  |                |                |             |             |             |             |  |  |       |       |       |  |
|  |                        |                        |                        |                        |                        |   |               |                  |                  |                  |                  |                  |  | Paraguarí      | Paraguarí        | 3                | 2                | 5                |                  |  |                |                |             |             |             |             |  |  |       |       |       |  |
|  |                        |                        | Domingo Robledo        | Domingo Robledo        | 0                      | 0 | 0             |                  |                  |                  |                  |                  |  |                |                  |                  |                  |                  |                  |  |                |                |             |             |             |             |  |  |       |       |       |  |
|  | Caaguazú               | Caaguazú               | Domingo Robledo        | Domingo Robledo        | 0                      | 0 | 0             | 1                | 3                | 4                |                  |                  |  |                |                  |                  |                  |                  |                  |  |                |                |             |             |             |             |  |  |       |       |       |  |
|  | Caaguazú               | Caaguazú               |                        |                        |                        |   |               |                  |                  | 4                |                  |                  |  |                |                  |                  |                  |                  |                  |  |                |                |             |             |             |             |  |  |       |       |       |  |
|  | Santarriteña           | Santarriteña           | 2                      | 3                      | 5                      |   |               |                  |                  |                  |                  |                  |  |                |                  |                  |                  |                  |                  |  |                |                |             |             |             |             |  |  |       |       |       |  |
|  | Santarriteña           | Santarriteña           | 2                      | 3                      | 5                      |   | Santarriteña  | Santarriteña     | 0                | 1                | 1                |                  |  |                |                  |                  |                  |                  |                  |  |                |                |             |             |             |             |  |  |       |       |       |  |
|  |                        |                        |                        |                        |                        |   | Santarriteña  | Santarriteña     | 0                | 1                | 1                |                  |  |                |                  |                  |                  |                  |                  |  |                |                |             |             |             |             |  |  |       |       |       |  |
|  |                        |                        | Domingo Robledo        | Domingo Robledo        | 0                      | 3 | 3             |                  |                  |                  |                  |                  |  |                |                  |                  |                  |                  |                  |  |                |                |             |             |             |             |  |  |       |       |       |  |
|  | Alberdeña              | Alberdeña              | Domingo Robledo        | Domingo Robledo        | 0                      | 3 | 3             | 1                | 1                | 2                |                  |                  |  |                |                  |                  |                  |                  |                  |  |                |                |             |             |             |             |  |  |       |       |       |  |
|  | Alberdeña              | Alberdeña              |                        |                        |                        |   |               |                  |                  | 2                |                  |                  |  |                |                  |                  |                  |                  |                  |  |                |                |             |             |             |             |  |  |       |       |       |  |
|  | Domingo Robledo        | Domingo Robledo        | 2                      | 4                      | 6                      |   |               |                  |                  |                  |                  |                  |  |                |                  |                  |                  |                  |                  |  |                |                |             |             |             |             |  |  |       |       |       |  |
|  | Domingo Robledo        | Domingo Robledo        | 2                      | 4                      | 6                      |   |               |                  |                  |                  |                  |                  |  |                |                  |                  |                  |                  |                  |  |                |                |             |             |             |             |  |  |       |       |       |  |
|  |                        |                        |                        |                        |                        |   |               |                  |                  |                  |                  |                  |  |                |                  |                  |                  |                  |                  |  |                |                |             |             |             |             |  |  |       |       |       |  |

### Dieciseisavos de final
| Dieciseisavos de final | Dieciseisavos de final | Dieciseisavos de final | Dieciseisavos de final        | Dieciseisavos de final | Dieciseisavos de final | Dieciseisavos de final |
| Equipo 1               | Resultado              | Equipo 2               | Estadio                       | Día                    | Hora                   |                        |
| ---------------------- | ---------------------- | ---------------------- | ----------------------------- | ---------------------- | ---------------------- | ---------------------- |
| Curuguateña            | 1 – 0                  | Liberación             | Municipal de Curuguaty        | 24 de noviembre        | 17:00                  |                        |
| Guayaibí               | 0 – 0                  | Concepcionera          | Hijos de Defensores del Chaco | 1 de diciembre         | 17:00                  |                        |
| General Aquino         | 2 – 0                  | Amambay                | 24 de Mayo                    | 1 de diciembre         | 17:00                  |                        |
| Sanjosiana             | 6 – 0                  | Nueva Esperanza        | Sportivo San José             | 1 de diciembre         | 17:00                  |                        |
| Minguera               | 5 – 1                  | Yasy Cañy              | Pa'i Coronel                  | 1 de diciembre         | 17:00                  |                        |
| Atyreña                | 1 – 2                  | Villahayense           | San Francisco de Asís         | 1 de diciembre         | 17:00                  |                        |
| Ypané                  | 0 – 1                  | Arroyense              | Juventud                      | 1 de diciembre         | 17:00                  |                        |
| Soseña                 | 5 – 0                  | Acahaiense             | 14 de Mayo                    | 1 de diciembre         | 17:00                  |                        |
| Nueva Alborada         | 1 – 0                  | Buenavisteña           | La Concorcodia                | 1 de diciembre         | 17:00                  |                        |
| Ignaciana              | 0 – 3                  | Iteña                  | 31 de Julio                   | 1 de diciembre         | 17:00                  |                        |
| Caacupeña              | 3 – 2                  | Independencia          | 8 de Diciembre                | 1 de diciembre         | 17:00                  |                        |
| Troche                 | 1 – 0                  | Campo 9                | Capitán Troche                | 1 de diciembre         | 17:00                  |                        |
| Paraguarí              | 3 – 0                  | Santa María de Fe      | General Bruguez               | 1 de diciembre         | 17:00                  |                        |
| Caaguazú               | 1 – 2                  | Santarriteña           | Bosque Grande                 | 1 de diciembre         | 17:00                  |                        |
| Alberdeña              | 1 – 2                  | Domingo Robledo        | Alberdeña                     | 1 de diciembre         | 17:00                  |                        |
| Sastreña               | 3 – 3 (1 - 4 pen.)     | Loma Platense          | 29 de Septiembre              | 7 de diciembre         | 16:45                  |                        |
| Nueva Esperanza        | 0 – 2                  | Sanjosiana             | Municipal de Nueva Esperanza  | 7 de diciembre         | 16:45                  |                        |
| Liberación             | 3 – 0 (4 - 3 pen.)     | Curuguateña            | Atanacio Villagra             | 7 de diciembre         | 16:45                  |                        |
| Buenavisteña           | 0 – 2                  | Nueva Alborada         | Liga Buenavisteña             | 7 de diciembre         | 16:45                  |                        |
| Santarriteña           | 3 – 3                  | Caaguazú               | Santa Rita                    | 7 de diciembre         | 16:45                  |                        |
| Concepcionera          | 3 – 1                  | Guayaibí               | General Garay                 | 7 de diciembre         | 17:00                  |                        |
| Amambay                | 1 – 1                  | General Aquino         | General Díaz                  | 7 de diciembre         | 17:00                  |                        |
| Acahaiense             | 0 – 1                  | Soseña                 | Cerro Corá                    | 7 de diciembre         | 17:00                  |                        |
| Iteña                  | 3 – 1                  | Ignaciana              | Salvador Morga                | 7 de diciembre         | 17:00                  |                        |
| Independencia          | 2 – 2                  | Caacupeña              | Boquerón                      | 7 de diciembre         | 17:00                  |                        |
| Santa María de Fe      | 0 – 1                  | Paraguarí              | 8 de Diciembre                | 7 de diciembre         | 17:00                  |                        |
| Villahayense           | 0 – 2 (8 - 7 pen.)     | Atyreña                | Isidro Roussillón             | 7 de diciembre         | 17:30                  |                        |
| Campo 9                | 1 – 0 (9 - 10 pen.)    | Troche                 | Municipal de Campo 9          | 8 de diciembre         | 10:00                  |                        |
| Arroyense              | 1 – 0                  | Ypané                  | Atlético Manduvira            | 8 de diciembre         | 16:00                  |                        |
| Domingo Robledo        | 4 – 1                  | Alberdeña              | Sportivo Central              | 8 de diciembre         | 16:45                  |                        |
| Yasy Cañy              | 2 – 0 (4 - 2 pen.)     | Minguera               | Colonos Unidos                | 8 de diciembre         | 16:45                  |                        |

### Octavos de final
| Octavos de final | Octavos de final   | Octavos de final | Octavos de final    | Octavos de final | Octavos de final | Octavos de final |
| Equipo 1         | Resultado          | Equipo 2         | Estadio             | Día              | Hora             |                  |
| ---------------- | ------------------ | ---------------- | ------------------- | ---------------- | ---------------- | ---------------- |
| General Aquino   | 1 – 0              | Concepcionera    | 24 de Mayo          | 15 de diciembre  | 17:00            |                  |
| Liberación       | 3 – 1              | Sanjosiana       | Atanacio Villagra   | 15 de diciembre  | 17:00            |                  |
| Loma Platense    | 1 – 1              | Yasy Cañy        | San Miguel          | 15 de diciembre  | 17:00            |                  |
| Villahayense     | 2 – 0              | Arroyense        | Isidro Roussillón   | 15 de diciembre  | 17:00            |                  |
| Nueva Alborada   | 1 – 0              | Soseña           | Deportivo Miranda   | 15 de diciembre  | 17:00            |                  |
| Caacupeña        | 1 – 1              | Iteña            | 8 de Diciembre      | 15 de diciembre  | 17:00            |                  |
| Troche           | 0 – 2              | Paraguarí        | Capitán Troche      | 15 de diciembre  | 17:00            |                  |
| Santarriteña     | 0 – 0              | Domingo Robledo  | Atlético Santa RIta | 15 de diciembre  | 17:00            |                  |
| Concepcionera    | 3 – 1 (2 - 4 pen.) | General Aquino   | Adolfo Riquelme     | 22 de diciembre  | 16:45            |                  |
| Sanjosiana       | 2 – 1 (5 - 3 pen.) | Liberación       | San José            | 22 de diciembre  | 16:45            |                  |
| Yasy Cañy        | 2 – 1              | Loma Platense    | Colonos Unidos      | 22 de diciembre  | 16:45            |                  |
| Arroyense        | 3 – 1 (4 - 1 pen.) | Villahayense     | Atlético Manduvira  | 22 de diciembre  | 16:45            |                  |
| Soseña           | 3 – 0 (4 - 5 pen.) | Nueva Alborada   | Sportivo Soseño     | 22 de diciembre  | 16:45            |                  |
| Iteña            | 2 – 0              | Caacupeña        | Liga Iteña          | 22 de diciembre  | 16:45            |                  |
| Paraguarí        | 5 – 1              | Troche           | General Bruguez     | 22 de diciembre  | 16:45            |                  |
| Domingo Robledo  | 3 – 1              | Santarriteña     | Sportivo Central    | 22 de diciembre  | 16:45            |                  |

### Cuartos de final
| Cuartos de final | Cuartos de final   | Cuartos de final | Cuartos de final   | Cuartos de final | Cuartos de final | Cuartos de final |
| Equipo 1         | Resultado          | Equipo 2         | Estadio            | Día              | Hora             |                  |
| ---------------- | ------------------ | ---------------- | ------------------ | ---------------- | ---------------- | ---------------- |
| Arroyense        | 2 – 0              | Yasy Cañy        | Atlético Manduvira | 29 de diciembre  | 17:15            |                  |
| Nueva Alborada   | 2 – 1              | Iteña            | Capitán Miranda    | 29 de diciembre  | 17:15            |                  |
| Domingo Robledo  | 0 – 3              | Paraguarí        | Sportivo Central   | 29 de diciembre  | 17:15            |                  |
| General Aquino   | 1 – 1              | Sanjosiana       | 24 de Mayo         | 3 de enero       | 17:15            |                  |
| Yasy Cañy        | 3 – 5              | Arroyense        | Colonos Unidos     | 5 de enero       | 17:00            |                  |
| Iteña            | 3 – 0 (3 - 4 pen.) | Nueva Alborada   | Liga Iteña         | 5 de enero       | 17:00            |                  |
| Paraguarí        | 2 – 0              | Domingo Robledo  | General Bruguez    | 5 de enero       | 17:00            |                  |
| Sanjosiana       | 1 – 0              | General Aquino   | San José           | 5 de enero       | 17:00            |                  |

### Semifinal
| Semifinales    | Semifinales        | Semifinales    | Semifinales            | Semifinales | Semifinales | Semifinales |
| Equipo 1       | Resultado          | Equipo 2       | Estadio                | Día         | Hora        |             |
| -------------- | ------------------ | -------------- | ---------------------- | ----------- | ----------- | ----------- |
| Sanjosiana     | 1 – 2              | Arroyense      | José Segundo Decoud    | 12 de enero | 17:00       |             |
| Nueva Alborada | 1 – 1              | Paraguarí      | Carlos Memmel          | 12 de enero | 17:00       |             |
| Arroyense      | 0 – 3 (3 - 4 pen.) | Sanjosiana     | 8 de Diciembre         | 19 de enero | 17:00       |             |
| Paraguarí      | 5 – 0              | Nueva Alborada | Municipal de Carapeguá | 19 de enero | 17:00       |             |

### Final
| Final     | Final     | Final      | Final                | Final       | Final | Final |
| Equipo 1  | Resultado | Equipo 2   | Estadio              | Día         | Hora  |       |
| --------- | --------- | ---------- | -------------------- | ----------- | ----- | ----- |
| Paraguarí | 1 – 0     | Sanjosiana | Defensores del Chaco | 31 de enero | 19:00 |       |

| Campeón Liga Regional de Paraguarí 2º título |